# Mincio
Pour l'ancien département, voir Mincio (département).
Le Mincio est une rivière d'Italie, longue de 73 km, affluent de rive gauche du Pô et émissaire du lac de Garde. En amont du lac de Garde, il porte le nom de Sarca. Il a donné son nom au parc naturel régional du Mincio, qui s'étend sur 16 000 hectares du territoire de la vallée de la rivière entre le lac de Garde et le confluent avec le Pô.

## Géographie
Son cours est situé pour l'essentiel en Lombardie à l'exception de quelques kilomètres qui se trouvent en Vénétie (Province de Vérone). Il se trouve depuis 1984 inclus dans le territoire du parc naturel régional du Mincio, institué par la région lombarde.
Son cours supérieur commence sur la rive méridionale du lac de Garde, à 65 m d'altitude, près de Peschiera et subit une descente de 38 m en 28 km jusqu'à Goito. Ensuite il traverse la ville de Mantoue (Lombardie) où il s'élargit en trois lacs : supérieur, moyen et inférieur. Le cours inférieur de Mantoue à Governolo à son embouchure sur le Pô, enserré entre deux digues, est navigable.

### Communes traversées
Peschiera del Garda, Ponti sul Mincio, Monzambano, Valeggio sul Mincio, Volta Mantovana, Goito, Marmirolo, Porto Mantovano, Rivalta sul Mincio, Curtatone, Mantoue, Virgilio, Bagnolo San Vito et Roncoferraro.

## Batailles du Mincio
Le Mincio fut le théâtre de deux batailles lors des guerres révolutionnaires et napoléoniennes :
- La première, dite « passage du Mincio », « bataille de Pozzolo », ou « victoire de Monzambano », eut lieu le 25 décembre 1800. Elle vit la victoire des troupes de l'armée révolutionnaire française, commandées par le général Brune, sur les troupes autrichiennes du comte de Bellegarde. Deux jours après cette bataille, l'armistice fut conclu, mettant ainsi fin à la Seconde Coalition et permettant aux Français de s'installer durablement en Italie du Nord ;
- La seconde bataille du Mincio eut lieu lors de la campagne de 1814 (Sixième Coalition), le 8 février. Cette victoire du prince Eugène de Beauharnais sur le même maréchal-comte de Bellegarde n'empêcha pas l'éviction des Français d'Italie et le retour aux affaires des Autrichiens.